# Pachira faroensis
Pachira faroensis är en malvaväxtart som först beskrevs av Adolpho Ducke, och fick sitt nu gällande namn av W.S. Alverson. Pachira faroensis ingår i släktet Pachira och familjen malvaväxter. Inga underarter finns listade i Catalogue of Life.